# Лангли (Јужна Каролина)
Лангли (енгл. Langley) насељено је место без административног статуса у америчкој савезној држави Јужна Каролина.

## Демографија
По попису из 2010. године број становника је 1.447.
| Група             | 2000.    | 2010.         |
| Белци             | 0 (0,0%) | 1.311 (90,6%) |
| Афроамериканци    | 0 (0,0%) | 69 (4,8%)     |
| Азијати           | 0 (0,0%) | 4 (0,3%)      |
| Хиспаноамериканци | 0 (0,0%) | 37 (2,6%)     |
| Укупно            | 0        | 1.447         |